# Joseph-Désiré Hannon
Joseph-Désiré Hannon, né à Bruxelles le 13 novembre 1822 et mort à Ixelles le 23 août 1870, est un médecin et botaniste belge, professeur à l'Université de Bruxelles.

## Biographie
Après des candidatures en sciences naturelles à l'université de Bruxelles, Joseph Hannon suit les cours du doctorat en sciences à l'université de Liège, auprès de Charles Morren. En 1845, il est lauréat du concours universitaire pour son mémoire sur « le Chien domestique et le Coq » et obtient  le titre de docteur en sciences naturelles avant de poursuivre des études de médecine.
Il mène alors de front une carrière de médecin, qui lui vaudra la médaille du Gouvernement pour l'épidémie de choléra de 1849, et une carrière d'enseignant à l'université de Bruxelles. En 1850, il est chargé du cours de botanique ; l'année suivante, il est nommé professeur extraordinaire et chargé en outre des cours de zoologie et de celui d'anatomie et physiologie comparées ; en 1860, il devient professeur ordinaire, et en 1864, recteur de l'université. Il est également décoré de l'Ordre de Léopold.
À sa mort en 1870, c'est son ami et collègue de l'ULB, Ernest Rousseau (1831-1908), professeur de physique, qui devient le tuteur de ses trois enfants : Marie-Sophie, dite Mariette (1850-1926), future mycologue (et future épouse d'Ernest Rousseau), Théodore, dit Théo (1851-1916), futur peintre et poète, et enfin Edouard (1853-1931), futur ingénieur et pionnier de la photographie artistique belge.

## Publications
- 1847-1849 : Flore Belge. Bruxelles, Alexandre Jamar, Bibliothèque nationale, 3 vol.
- 1852 : Traité élémentaire de zoologie, Bruxelles, Alexandre Jamar, Encyclopédie populaire (Google Books)
- 1864 : De la certitude dans l'étude des sciences naturelles à propos de l'origine des espèces, Université de Bruxelles, discours prononcé à la séance solennelle de réouverture des cours.